# پرجینه والدارنو
پرجینه والدارنو (به ایتالیایی: Pergine Valdarno) یک کومونه در ایتالیا است که در استان آرتزو واقع شده‌است. پرجینه والدارنو ۴۶٫۶ کیلومتر مربع مساحت و ۳٬۱۵۷ نفر جمعیت دارد و ۳۶۱ متر بالاتر از سطح دریا واقع شده‌است.

## خواهرخوانده
شهرهای Pergine Valsugana, Mimet و Boujdour خواهرخوانده‌های پرجینه والدارنو هستند.